# Kamāl ud-Dīn Behzād

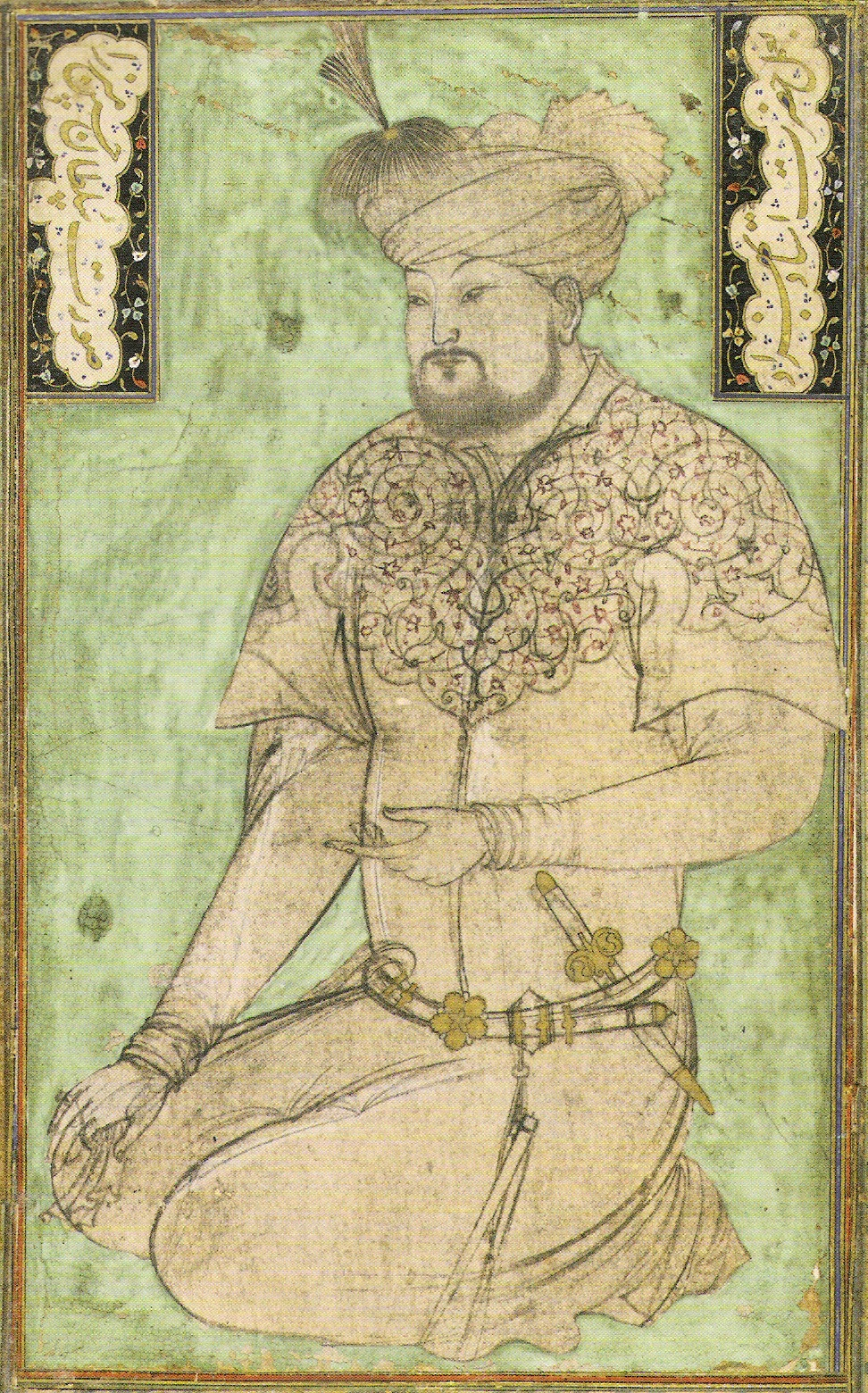

Kamāl ud-Dīn Behzād noto anche come Kamal al-din Bihzad o Kamaleddin Behzad (in lingua persiana کمال‌الدین بهزاد) (Herat, 1450 circa – Herat, 1535 circa) è stato un pittore persiano di miniature e capo delle fabbriche reali di tappeti persiani di Herat e Tabriz durante il tardo periodo timuride e il primo periodo safavide, oltre che capo dei miniatori.

## Biografia
Nacque e visse, per la maggior parte della sua vita, a Herat, una città nel sud-ovest dell'Afghanistan, durante il periodo della dinastia timuride, e più tardi a Tabriz sotto la dinastia safavide. Rimasto orfano, venne allevato dal famoso pittore Mirak Naqqash e divenne un protetto di Mir Ali Shir Nava'i. I suoi principali mecenati a Herat furono il sultano timuride Husayn Bayqarah (in carica dal 1469 al 1506) e altri emiri della sua cerchia. Dopo la caduta di Hamad, passò al servizio di Scià Isma'il I Safavi a Tabriz, dove, come direttore della fabbrica reale, ebbe un impatto decisivo sullo sviluppo successivo della pittura safavide.
Behzad morì nel 1535 e la sua tomba si trova ad Herat, in Saeede Mukhtar che si trova a nord della città, sulla cima di una collina. Una statua di Behzad è posta nei pressi della Tomba dei due Kamal a Tabriz.

## Carriera e stile
Behzad è il più famoso pittore di miniature persiane, anche se è maggiormente considerato come il direttore di un laboratorio (o kitabkhāna) che produceva manoscritti miniati in uno stile da lui ideato. La pittura persiana del periodo utilizza frequentemente una disposizione di elementi architettonici geometrici come il contesto strutturale o compositivo in cui sono disposte le figure.
Behzad era altrettanto abile con le aree organiche del paesaggio, dove usava lo stile geometrico tradizionale Behzad estendendo quel dispositivo compositivo in un paio di modi diversi. In uno spesso usava aree vuote, non modellate, attorno alle quali si muoveva l'azione. Inoltre metteva nelle sue composizioni la capacità di far muovere l'occhio dell'osservatore sul piano pittorico in un flusso organico eccentrico. I gesti di figure e oggetti non sono solo naturali, espressivi e attivi, ma sono organizzati per continuare a muovere l'occhio su tutto il piano dell'immagine.
Usava il valore del contrasto della luce scura più enfaticamente e abilmente di altri miniaturisti medievali. Un'altra qualità comune al suo lavoro era la giocosità narrativa: l'occhio quasi nascosto e la faccia parziale di Bahram sbirciava nel buio per guardare le ragazze amoreggiare nella piscina sottostante, la capra eretta che sembrava un demone lungo il bordo dell'orizzonte in una storia di una vecchia che si confronta con i peccati di Sanjar, la straordinaria varietà cosmopolita di umani che lavorano sul muro nell'immagine campione.
Questa sorprendente individualità di carattere e creatività narrativa sono alcune qualità che contraddistinguono le opere di Bezhad e che corrispondono al loro intento letterario. Behzad usava anche il simbolismo sufi e un colore simbolico per trasmettere un significato. Introdusse un maggior naturalismo nella pittura persiana, in particolare nella raffigurazione di figure più individualizzate e nell'uso di gesti ed espressioni realistici.
Tra le sue più famose opere si ricordano "La seduzione di Yusuf" dal libro di Saˁdi, Bustan, del 1488, e dipinti nel manoscritto di Nizami del 1494-1495 - particolarmente scene da Layla e Majnun e Haft Paykar (vedi immagini). L'attribuzione di specifici dipinti allo stesso Behzad è spesso problematica (e, come sostengono molti studiosi, non importante), ma la maggior parte delle opere comunemente a lui attribuite risalgono al 1488-1495.

## Behzad in letteratura
Egli è anche menzionato nel romanzo di Orhan Pamuk, "Il mio nome è Rosso", come uno dei più grandi pittori persiani di miniature.

## Galleria d'immagini

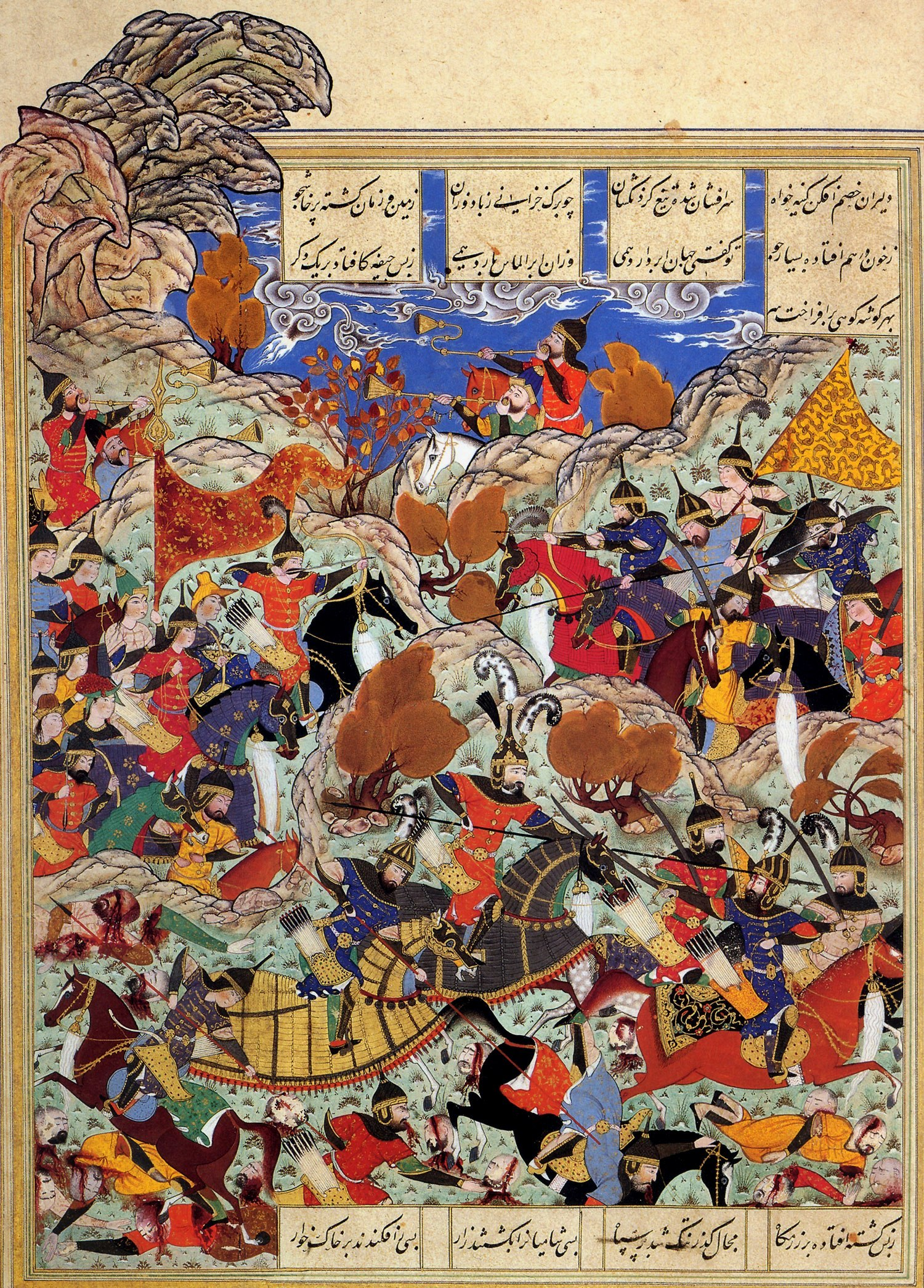
Campo di battaglia tra Tamerlano e il sultano mamelucco d'Egitto.
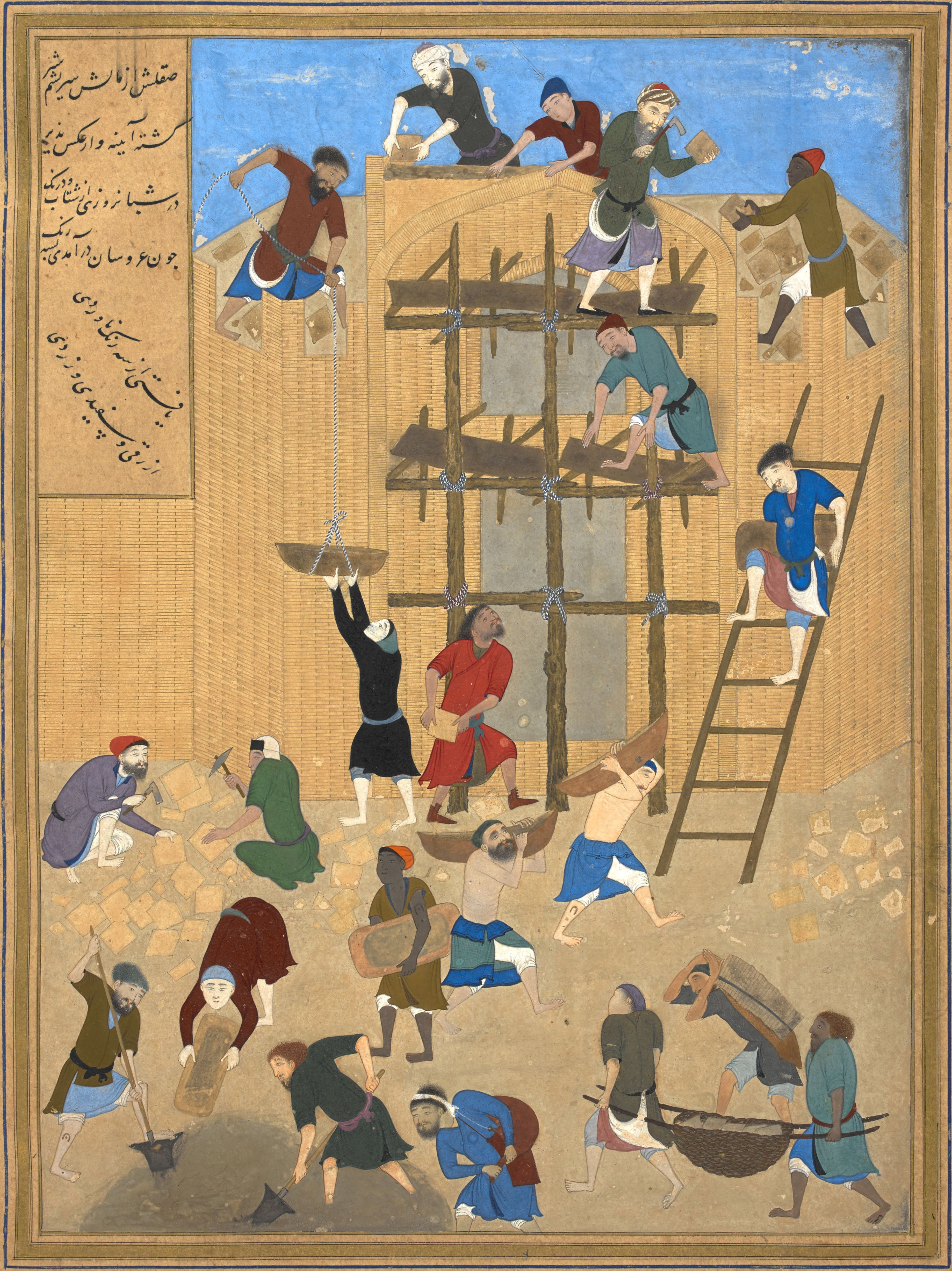
Costruzione del castello Khavarnaq (in lingua araba  الخورنق) a al-Hira, c. 1494-1495.
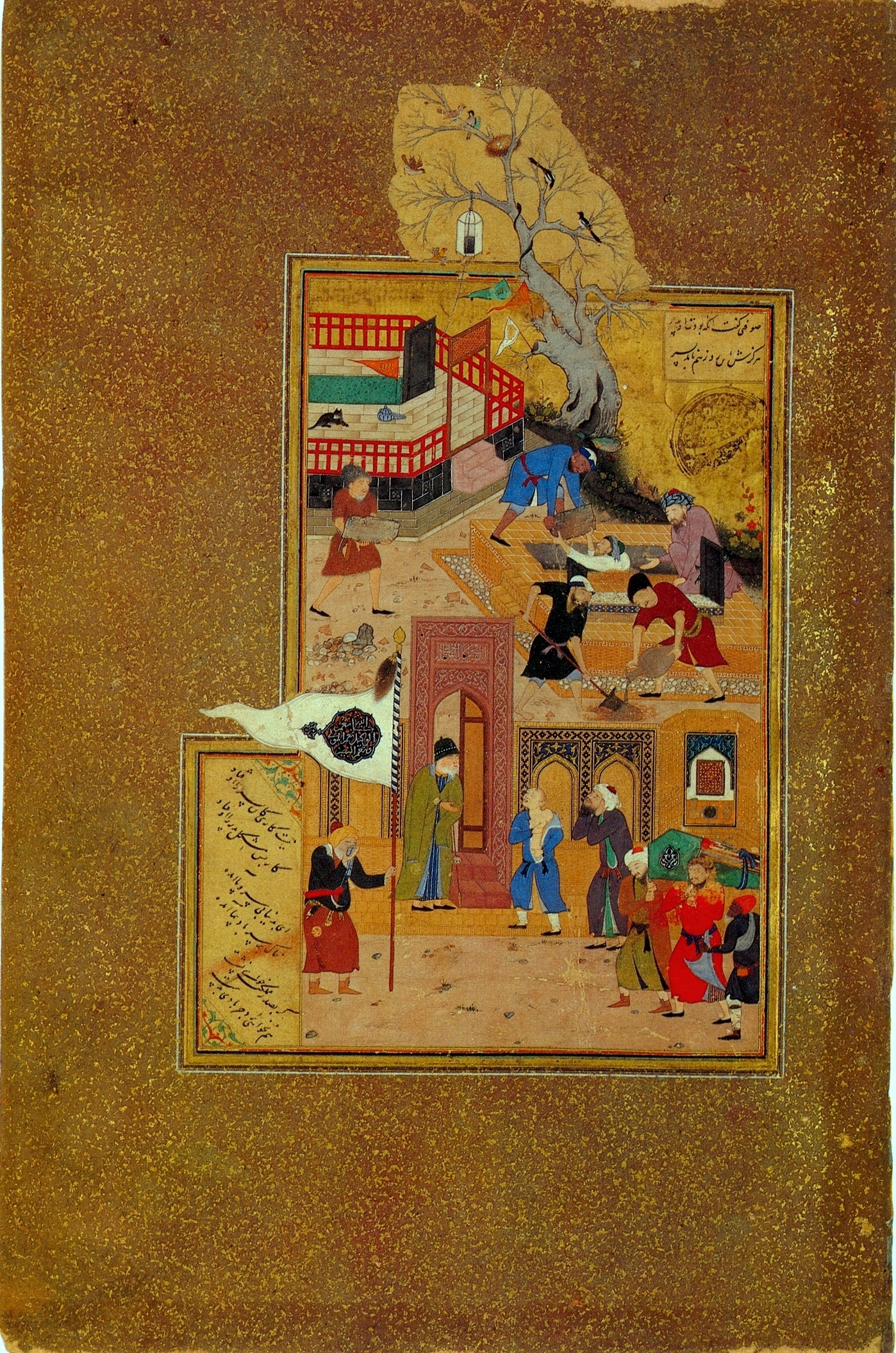
Miniatura di Bihzad illustrante il funerale dell'anziano Farid al-Din 'Attar dopo che fu catturato e ucciso dall'invasore mongolo.
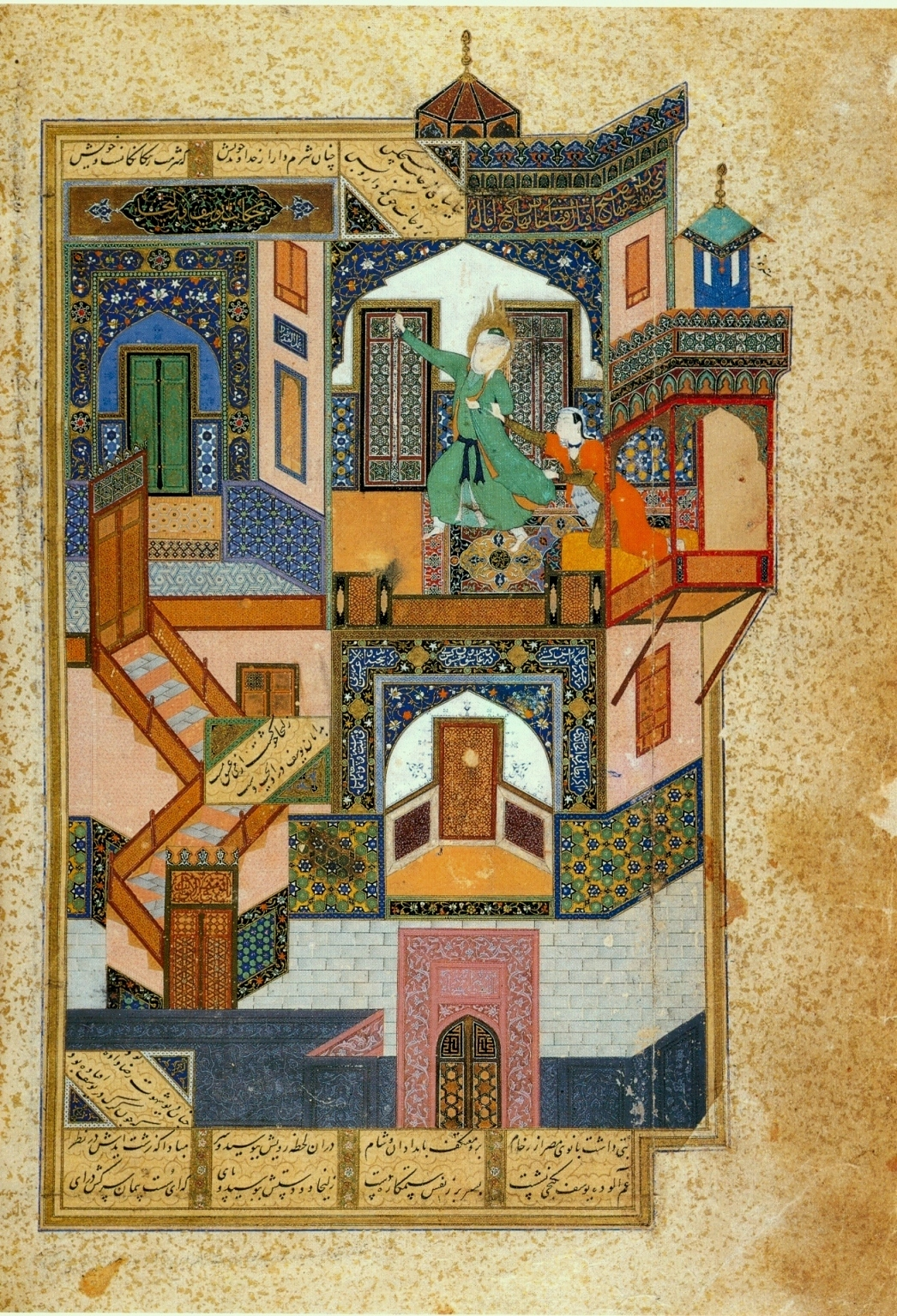
Yusef e Zuleykha
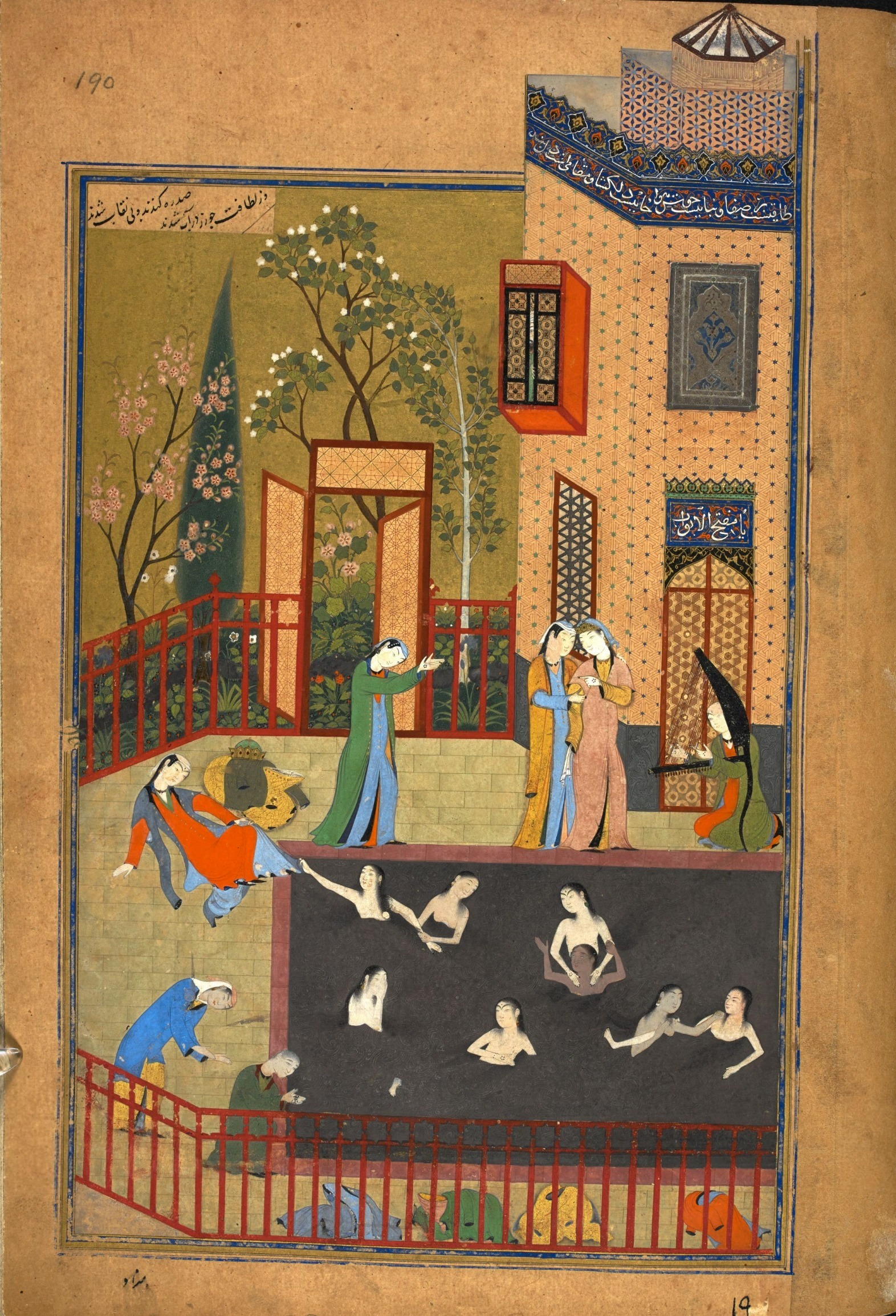
Miniatura da Iskandarnama
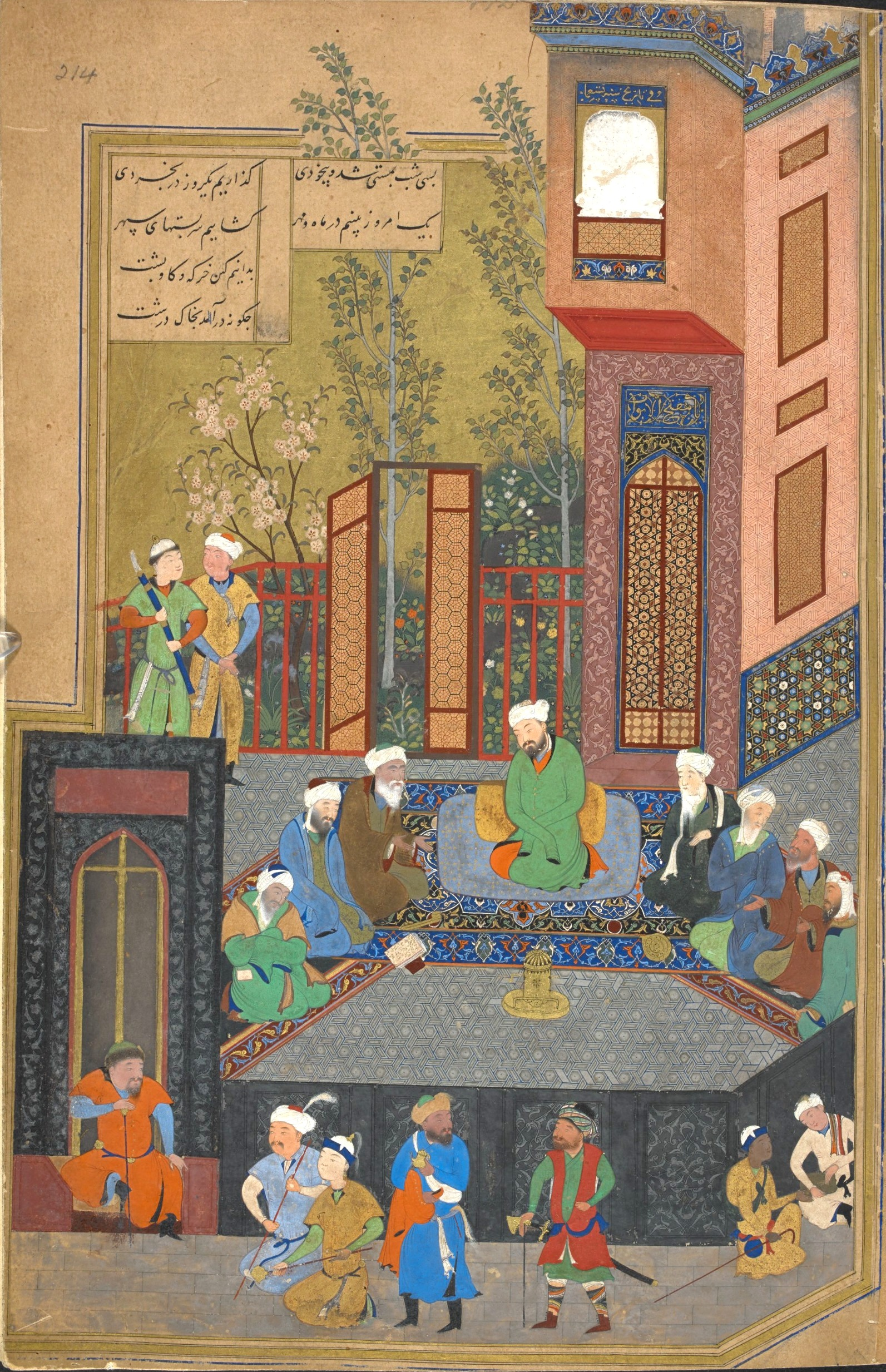
Miniatura da Iskandarnama
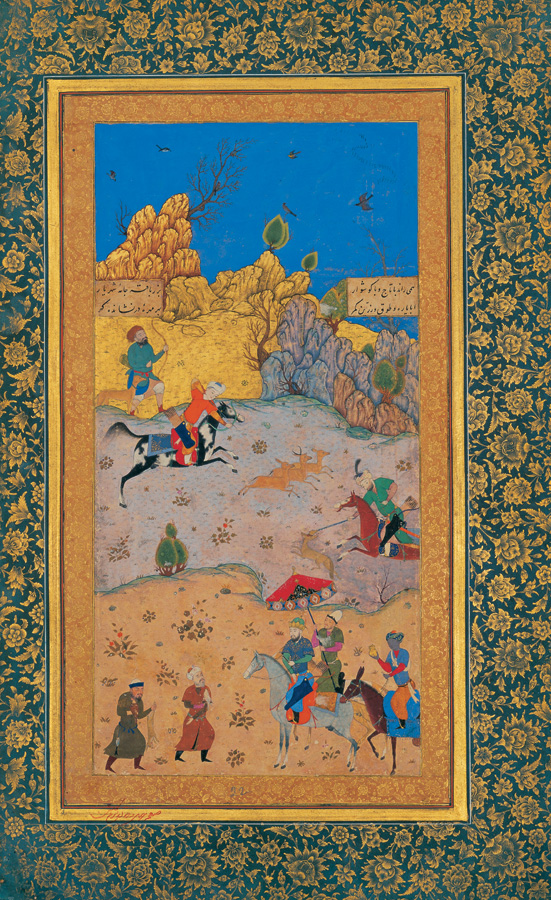
Terreno di caccia.
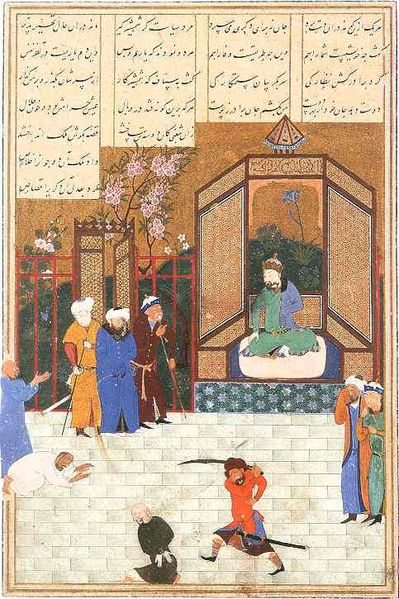
Decapitazione di un Re
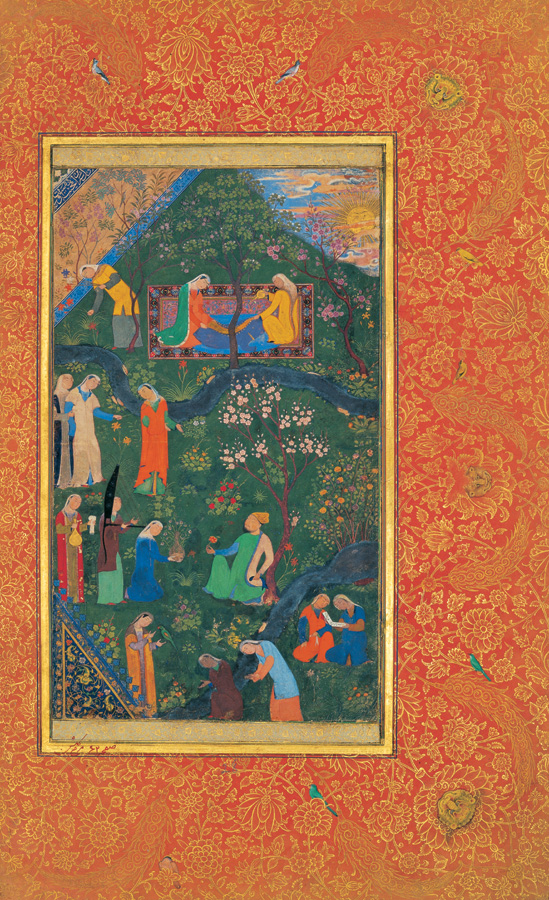
Sultan Hussein
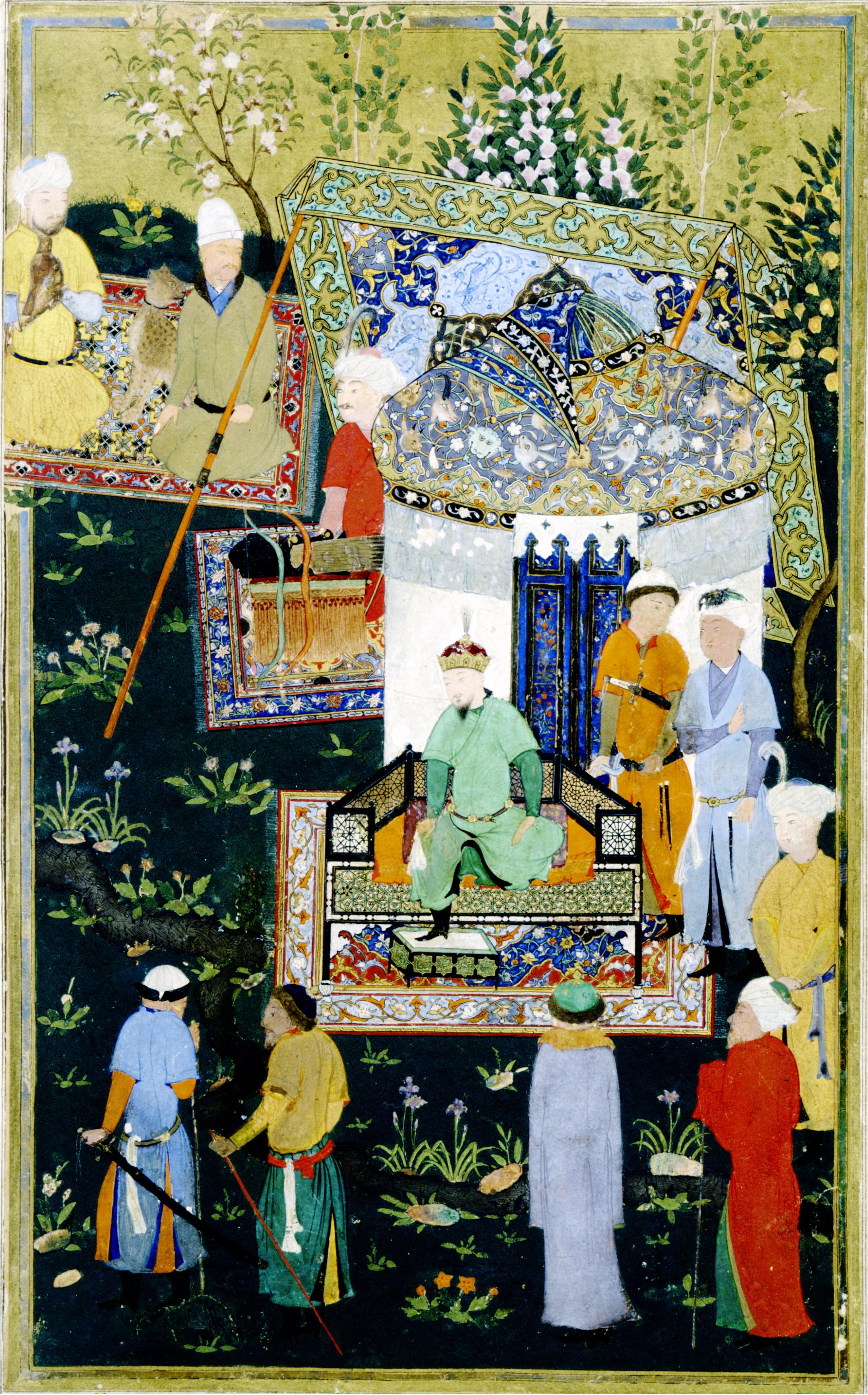
Tamerlano concede udienza al popolo
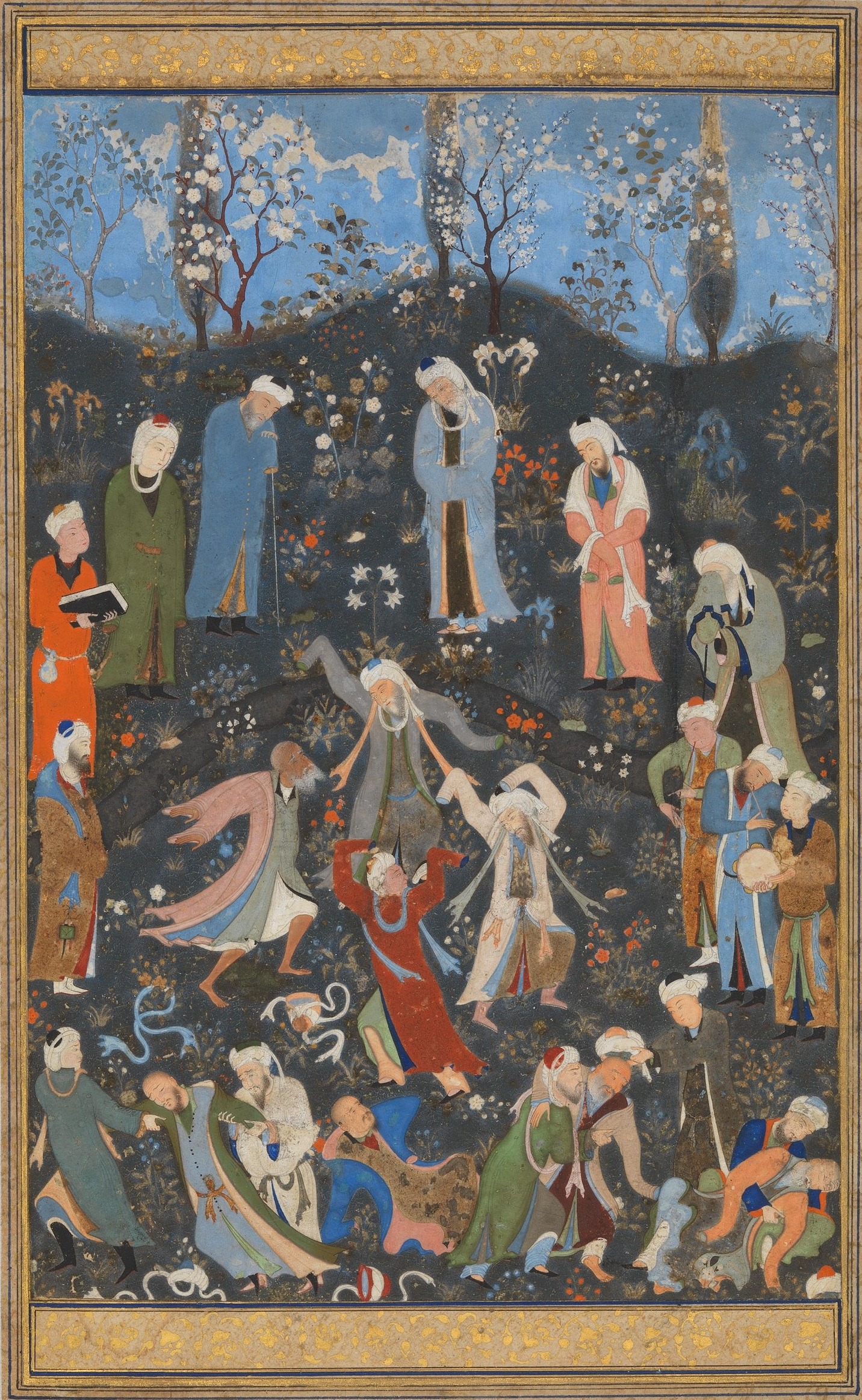
Dervisci danzanti (c. 1480/1490)